# 余孝頃
余孝頃（よ こうけい、生年不詳 - 光大元年2月10日（567年3月5日））は、南朝梁から陳にかけての軍人。本貫は豫章郡新呉県。

## 経歴
前半生は知られていない。梁末に新呉洞主・南江州刺史となった。太平2年（557年）2月、広州刺史の蕭勃が挙兵して北上すると、孝頃は蕭勃に呼応して挙兵し、弟の余孝勱に郡城を守らせ、自らは豫章郡に進出して、石頭に拠った。蕭勃の子の蕭孜が石頭にやってきて合流した。孝頃が上牢に置いていた艦隊が周文育に敗れた。欧陽頠が泥渓で周文育に敗れ、蕭勃は部下に殺害された。孝頃は蕭孜とともになおも石頭に拠って抵抗を続けていたが、周文育と侯安都の攻撃を受けて、蕭孜は降伏し、孝頃は新呉に敗走した。5月、孝頃は使者を丞相府に派遣して降伏を願い出た。
永定2年（558年）、王琳が湓城に入ると、孝頃は王琳に呼応して挙兵した。孝頃は王琳の部将の李孝欽・樊猛らと合流し、2万の兵で臨川郡の工塘を攻撃し、周迪を包囲した。周迪の部下の周敷が臨川郡の故治に駐屯していたが、江口を遮断し、孝頃らを破った。孝頃らは周迪に捕らえられ、建康に送られた。孝頃の子の余公颺や弟の余孝勱がなおも旧柵に拠って抵抗を続けていたが、侯安都が王琳の部将の周炅・周協らを破ると、降伏した。
後に孝頃は信威将軍・益州刺史に任じられた。天嘉4年（563年）、孝頃は会稽郡・東陽郡・臨海郡・永嘉郡の諸軍を都督して東道から晋安郡の陳宝応を攻撃した。後に孝頃は宣毅将軍・南豫州刺史に任じられた。
光大元年2月辛亥（567年3月5日）、反乱を計画した罪で処刑された。